# Microïds
Microïds és una marca francesa de programari que publica i desenvolupa videojocs. En els darrers anys, la col·lecció de marques i llicències de jocs de la companyia ha crescut, ja que es va tornar part de MC2 France el 2003. A finals de 2007 la marca Microïds va ser rellançada, i des de l'inici de 2010 ha estat part d'Anuman Interactive.
El 8 d'abril de 2010, Microids anunciava la seva estratègia per a 2010, el que inclou el desenvolupament per a PC de Drácula 4 i Syberia 3 i l'adaptació de molts dels jocs de Microids per l'Apple iPad i l'iPhone.